# Mila Dekker
Mila Dekker est une actrice française.

## Biographie
En 2005, elle tient le rôle principale du film lesbien de Valérie Minetto, Oublier Cheyenne.

## Filmographie
- 2003 : La vie est un singe
- 2005 : Oublier Cheyenne : Cheyenne
- 2006 : Echo
- 2007 : Primrose Hill : Sylvia
- 2007 : Strangers : Simone
- 2012 : Ballast : Mila